# エル・アンド・デー
株式会社エル・アンド・デーは、秋田県を代表する老舗である辻兵の系譜を継ぐ二十日会グループの1社である。イタリアントマト商品の製造受託等を手掛ける。秋田県秋田市に本社を置く。

## 概要
安政年間に創業した辻兵の呉服や制服などの小売部門と飲食部門を継承した会社である。イタリアントマトやローソンなどのフランチャイジーの他、制服販売等も手掛けていたが、近年はグループ他社への業務移管及び業務再編が進められた。

## 運営する店舗

### イタリアントマト
- ケーキショップ秋田八橋店・エル・アンド・デー八橋工場/秋田市八橋大畑二丁目3番5号
- ケーキショップ ドン・キホーテ秋田店/秋田市旭北錦町4番58号 ドン.キホーテ秋田店1F
- ケーキショップ 秋田まるごと市場店/秋田市卸町二丁目2番7号 秋田まるごと市場内…令和6年4月12日開業

## 閉鎖した店舗
- 呉服 辻兵/秋田市大町二丁目3番27号 秋田ニューシティ2F
- カフェ アマーレ/秋田市大町二丁目3番27号 秋田ニューシティ1F
- ムッシュ・カトウ/秋田市大町一丁目3番38号 新秋田大町ビル
- イタリアントマトニューシティ店/秋田市大町二丁目3番27号 秋田ニューシティ2F
- イタリアントマトオーブンベーカリー/秋田市大町二丁目3番27号 秋田ニューシティB1F
- イタリアントマト旭南ケーキ工場（販売部門を併設）
- ローソン秋田旭南店/秋田市旭南一丁目9番27号 - 2013年3月31日閉店。